# Билгарин
Би́лгарин (болг. Българин) — село в Хасковській області Болгарії. Входить до складу общини Харманли.

## Населення
За даними перепису населення 2011 року у селі проживали 404 особи.
Національний склад населення села:
| Національність   | Кількість осіб | Відсоток |
| ---------------- | -------------- | -------- |
| болгари          | 296            | 75,5%    |
| турки            | 78             | 19,9%    |
| цигани           | 18             | 4,6%     |
| інша             | 0              | 0%       |
| не визначились   | 0              | 0%       |
| Всього відповіли | 392            |          |

Розподіл населення за віком у 2011 році:
Динаміка населення: